# Новошиликово
Новошиликово (баш. Яңы Шилек) — деревня в Бураевском районе Республики Башкортостан Российской Федерации. Входит в состав  Тангатаровского сельсовета. 

## География

### Географическое положение
Расстояние до:
- районного центра (Бураево): 36 км,
- центра сельсовета (Тангатарово): 6 км,
- ближайшей ж/д станции (Янаул): 104 км.

## Население
| 2002 | 2009 | 2010 |
| ---- | ---- | ---- |
| 64   | ↘57  | ↘46  |

Согласно переписи 2002 года, преобладающая национальность — башкиры (95 %).